# Ludwig von Comini

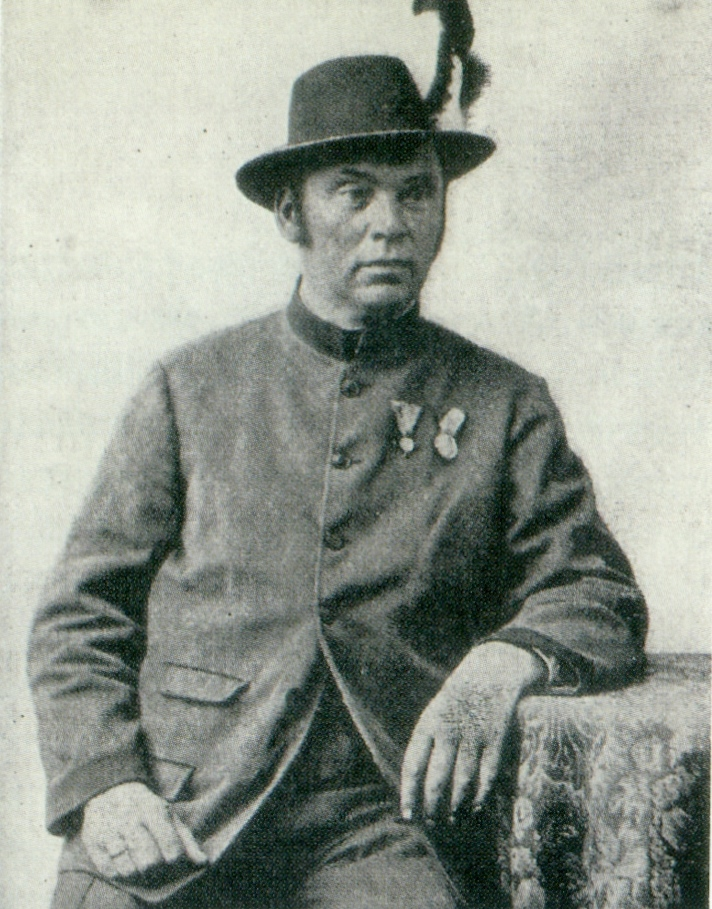
Ludwig von Comini

Ludwig von Comini-Sonnenberg (Innsbruck, 1812 – Bolzano, 19 gennaio 1869) è stato un farmacista, enologo, agronomo e conte austriaco, noto per aver scoperto come combattere l'oidio con l'utilizzo dello zolfo.

## Biografia
Farmacista e proprietario terriero a Bolzano, cominciò a testare nella sua tenuta ai Piani di Bolzano l'utilizzo dello zolfo per combattere l'oidio (che era arrivato in Tirolo nel 1851) fin dal 1853.
Il conte, conosciuto come Schwefelapostel (apostolo dello zolfo) pubblicò nel 1858  le sue scoperte in Die Traubenfäule und ihre Folgen, mit besonderer Berücksichtigung ihres epidemischen Charakters in der Gegend von Bozen, e due anni più tardi in Lettera ai viticultori, pubblicata in lingua italiana.